# Polná na Šumavě
Polná na Šumavě (Duits: Stein im Böhmerwalde) is Tsjechische gemeente in het district Český Krumlov in de regio Zuid-Bohemen. Polná na Šumavě telt 199 inwoners (2023).

## Geschiedenis
- 1259 – De eerste schriftelijke vermelding van Polná na Šumavě.
- 1950 – Polná na Šumavě wordt geannexeerd door de Vojenský újezd Boletice.
- 2016 – Polná na Šumavě wordt een zelfstandige gemeente.

Benešov nad Černou · Besednice · Bohdalovice · Brloh · Bujanov · Černá v Pošumaví · Český Krumlov · Dolní Dvořiště · Dolní Třebonín · Frymburk · Holubov · Horní Dvořiště · Horní Planá · Hořice na Šumavě · Chlumec · Chvalšiny · Kájov · Kaplice · Křemže · Lipno nad Vltavou · Loučovice · Malonty · Malšín · Mirkovice · Mojné · Netřebice · Nová Ves · Omlenice · Pohorská Ves · Polná na Šumavě · Přední Výtoň · Přídolí · Přísečná · Rožmberk nad Vltavou · Rožmitál na Šumavě · Soběnov · Srnín · Střítež · Světlík · Velešín · Větřní · Věžovatá Pláně · Vojenský újezd Boletice · Vyšší Brod · Zlatá Koruna · Zubčice · Zvíkov